# Marston, Québec
Marston är en kommun av typen kanton (municipalité de canton) i provinsen Québec i Kanada. Den ligger i regionen Estrie, i den sydöstra delen av landet, 400 km öster om huvudstaden Ottawa. Antalet invånare var 777 vid folkräkningen 2021. Landarean är 72 kvadratkilometer.